# J/FPS-4
J/FPS-4は、航空自衛隊の警戒管制レーダー装置。レーダーサイト用の大型固定3次元レーダーであり、製造は東芝が担当、1999年（平成11年）度より配備を開始した。

## 来歴
航空自衛隊では、自動警戒管制組織の建設にあわせてレーダーサイトに国産の3次元レーダーを導入することになり、まず1972年よりJ/FPS-1（F-3D）、1980年からはよりコンパクトなJ/FPS-2（F-3D改）を導入した。しかし全てのレーダーサイトには行き渡らず、依然としてアメリカ製のAN/FPS-20捜索レーダー（あるいはその派生型）およびAN/FPS-6測高レーダーを改修しながら使い続けているサイトも多かった。技術的陳腐化を避けるため、1機種の開発が終わると直ちに次の機種の開発に着手する必要があったこともあって、1981年には次期警戒管制レーダー装置の運用要求書が作成され、これに基づきJ/FPS-20およびJ/FPS-6の後継レーダーとしてJ/FPS-3が開発されて、1992年より運用を開始した。
しかしJ/FPS-3も、導入から10年以上が経過すると、老朽化や部品の枯渇によって維持や継続的な整備が厳しくなってきた。更に国の財政状況悪化もあって、同機の継続取得は困難となった。このような情勢を受けて、警戒管制機能の近代化を図るため、高い性能を維持しつつもより安価な新型警戒管制レーダー装置が求められるようになった。これに応じて開発されたのが本機である。
1997年2月、空幕は本機の装備化に必要な運用構想・運用要求・要求性能を策定し、同年12月9日に閣議決定された08中防の見直しにおいて導入が決定された。1998年（平成10年）度に3社から提案を受けて、東芝の提案が採用され、1999年8月の技術審査において設計を決定した。

## 設計
上記の経緯より、本機は、通信電子および電算処理分野での進歩が著しい民生技術を最大限に取り入れることで、信頼性の向上およびコンパクト化・効率化を追求したシステムとして開発された。
コスト削減も兼ねて、J/FPS-3では2つであった空中線は1つにまとめられた。大型の反射板2枚を背中合わせに配置して回転する構成であり、最新デジタル技術を採用して、多方向から来る電波を同時に受信できる機能を有している。このように規模および経費的な面では縮小されたが、能力的にはJ/FPS-3とほぼ同等のものが確保されている。
操作性に関しても、大型カラー・ディスプレイを使用したコンソールでの操作はJ/FPS-3の操作方法と類似性をもたせ、慣熟訓練を用意にする配慮がなされた。また、J/FPS-3同様に擬似電波発生装置（デコイ）を装備しており、電波ホーミング・ミサイル（対レーダーミサイル）を妨害する電子戦にも対応している。
システム構成は、山側（空中線装置設置場所）と里側（運用地区）に分離して配置されている。里側の状態監視（System Performance Monitor, SPM）コンソールで各部位の故障状況、故障部位、故障記録等を把握できるようにした。また、故障部位の切り替え等を遠隔操作で実施できるようにして省力化が図られた。

## 運用史
初号機は1999年（平成11年）度に高尾山分屯基地に配備され、2002年4月から12月にかけて、電子開発実験群による実用試験が行われた。試験では、機能および性能（覆域、精度、分解能、追尾、整備性・信頼性等）並びに予備技術指令書（TO）の審査を行い、2003年1月、部隊の使用に供しうると評価した。また航空総隊は、同月から3月までの間、同地において編成・部隊運用・教育訓練および後方支援等に関する基礎的諸元および運用能力データを収集した。
2004年からレーダーサイトへの配備が開始され、6か所で配備が終了した。

### 配備基地
- 網走分屯基地（第28警戒隊）：2004年より運用開始
- 奥尻島分屯基地（第29警戒隊）
- 峯岡山分屯基地（第44警戒隊）
- 高尾山分屯基地（第7警戒隊）：2003年より運用開始
- 福江島分屯基地（第15警戒隊）
- 久米島分屯基地（第54警戒隊）：2008年より運用開始